# Кяласур (станция)
Кяласу́р (также – Келасу́р, ранее – Келасу́ри, абх. Кьелашәыр, груз. კელასური) — железнодорожная станция Абхазской железной дороги на неэлектрифицированном однопутном участке Сухум — Очамчыра. Находится в пригородной зоне города Сухума, в селении Кяласур (бывшем Келасури). В пешей доступности от станции — Кодорское шоссе и автобусная остановка «Келасур», пансионат «Кяласур» и черноморский пляж.

## История
Станция действует с 1944 года, здание вокзала построено в 1950-х. 
После войны в 1992—1993 годах пассажирское движение ограничивалось несколькими пригородными поездами Очамчыра — Сухум. По состоянию на 2022 год пассажирское сообщение отсутствует, имеется незначительное движение грузовых поездов.
Станционный павильон разрушен и не функционирует, электрификация после военного конфликта не восстановлена, дополнительные пути повреждены.
В 2022 году руководство Абхазской железной дороги с привлечением российских специалистов заменило на станции 1,2 тысячи непригодных деревянных шпал на железобетонные. Выправлены пути, восстановлена призма, заменены рельсошпальные решётки, отремонтированы стрелочные переводы.